# ERBB4
گیرندهٔ تیروزین-پروتئین کیناز erbB-4 (انگلیسی: Receptor tyrosine-protein kinase erbB-4) نام آنزیمی است که در انسان توسط ژن «ERBB4» کُد می‌شود.
پیرایش‌های رونویسی گوناگونی که منجر به ساخت ایزوفرم‌های پروتئینی متفاوت می‌شوند در این ژن دیده شده‌است اما مشخصهٔ دقیق برخی از آنها هنوز معلوم نشده‌است.
این پروتئین نوعی تیروزین کیناز گیرنده‌ای و از اعضای خانوادهٔ ErbB است که به نئورگولین ۲، نئورگولین ۳، فاکتور رشد شبه EGF متصل‌شونده به هپارین و بتاسلولین متصل شده و توسط آنها فعال می‌شود و فرایندهای مهمی نظیر تقسیم و تمایز سلولی را در پی دارد.
جهش در این ژن با بروز سرطان خون در ارتباط است. چندریختی تک-نوکلئوتید در این ژن، با بیماری‌های «اسکیزوفرنی» و «اسکلروز جانبی آمیوتروفیک نوع ۱۹» مرتبط است.